# Johann von Sierck
Johann von Sierck († 1305 in Toul) war von 1290 bis 1296 Bischof von Utrecht und von 1296 bis 1305 Bischof von Toul.

## Leben
Johann entstammte dem lothringischen Geschlecht derer von Sierck. Er war Archidiakon von Karden im Erzbistum Trier und päpstlicher Kaplan. 1291 wurde er von Past Nikolaus IV. ohne vorherige Wahl durch das Generalkapitel zum Bischof von Utrecht ernannt. Als er die an Gisbrecht van Amstel und Hermann van Woerden verpfändeten Burgen Vreeland und Montfoort wieder auslösen wollte, wurde ihm dies verweigert. Mit Hilfe des holländischen Grafen Florens V. gelang es ihm, die Burgen zu erobern. Er reformierte die Geistlichkeit seiner Diözese und sammelte Geld zur Fortsetzung des Baus der Kathedrale. Er vermochte es jedoch nicht, das Hochstift aus dem Einfluss Hollands zu befreien. 1296 wurde er von Bonifatius VIII. nach Toul versetzt. Dort gelang es ihm, die seit langem gestörte Ordnung wiederherzustellen.